# Francisco Escolano Gómez

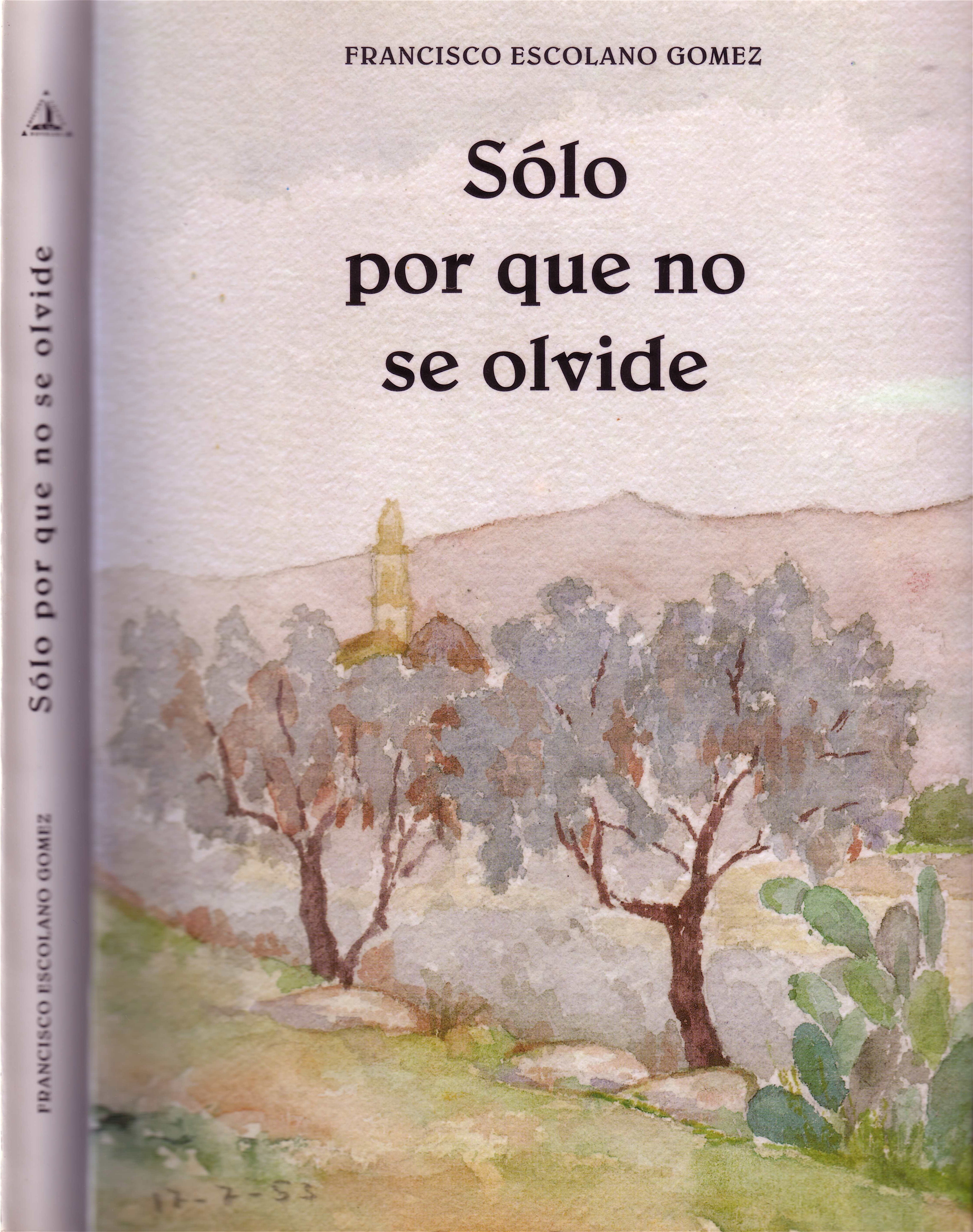
Portada de "Sólo por que no se olvide"

Francisco Escolano Gómez (Novelda, 13 de juny de 1901 – 11 de desembre de 1962) va ser un escriptor valencià. Catedràtic de Llengua i Literatura Espanyola i autor de llibres d'ensenyament secundari, va ser també investigador del patrimoni historicoartístic de Baeza, Cronista Oficial de Novelda i advocat. La seua producció literària fou principalment en castellà, amb una mínima producció en valencià.

## Biografia
Després de completar el batxillerat es llicencia a la Facultat de Filosofia i Lletres de la Universitat de Madrid (condeixeble i amic de Dámaso Alonso), obtenint el premi extraordinari el 1922. Posteriorment, a l'espera de la convocatòria d'oposicions a càtedra (suspeses en aquell moment) estudia Dret per lliure, contrau matrimoni en setembre del 1927 i inicia llavors l'activitat docent com a mestre a la petita localitat basca d'Arrieta (Biscaia), on imparteix el curs 1927-1928. De tornada a Novelda treballa, amb la llicenciatura en Dret atorgada a Madrid el 1928, com a passant de l'advocat i polític Antonio Mateo Quirant. El 1929 neix la seua única filla, Elena Escolano (que casaria amb el poeta i galerista Francisco Pastor), i és nomenat president de la Societat Cultural Casino de Novelda el 1931. Eixe any és elegit diputat provincial com a republicà independent pel districte Novelda-Monover.
En ser convocades de nou oposicions a càtedra, cesa en el seu càrrec com a diputat i guanya les de la seua especialitat a l'Instituto de Enseñanza Secundaria "Santísima Trinidad" de Baeza (Jaén). El curs 1932-1933 és el primer de la seua etapa en esta ciutat andalusa com a professor de Llengua i Literatura del que aleshores era Instituto General y Técnico, a l'edifici de l'antiga Universitat de Baeza i on entre el 1912 i el 1919 havia estat professor de francés el poeta Antonio Machado. Allí el sorprén la Guerra Civil. Acabada la contesa fratricida és requerit pel governador civil de Jaén per a ocupar l'alcaldia de Baeza, càrrec que, tot i que no el va voler acceptar en un principi, terminaria assumint entre el 1939 i el 1942 mentre continuava la seua tasca a l'Institut. De la seua etapa a Baeza ha quedat una generosa producció literària consistent en articles i estudis del patrimoni històric i cultural d'aquella ciutat. Algunes d'estes obres han estat un primer pas en la investigació dels diferents aspectes objecte del seu estudi i la majoria va veure la llum en diferents publicacions.
Per al curs 1942-1943 es trasllada a Barcelona en ser designat catedràtic de Llengua i Literatura Espanyoles de l'Institut "Menéndez y Pelayo". Comença a publicar a les editorials Barna i Ariel els llibres d'ensenyament secundari que, en l'àmbit estatal, cobriran gran part dels estudis de la seua assignatura a l'època. Des de la capital catalana segueix en contacte amb els membres de la tertúlia literària «El Dado Verde» de Novelda, entre d'altres el poeta popular Pascual García. D'aquesta estreta relació surtirà la primera edició d'alguna de les obres d'Escolano. Els llibres i articles relacionats amb sa ciutat natal van ser recompensats amb el nomenament com a Cronista de la Ciutat de Novelda per acord plenari de l'ajuntament. El juliol d'aquell any és convidat a pronunciar un erudit pregó de festes de Novelda.
El seu últim destí professional va ser, en sol·licitar el trasllat a la seua terra, l'Instituto de Segunda Enseñanza d'Alacant, prenint possessió de la càtedra de Llengua i Literatura Espanyoles el 31 de març del 1959. El centre cambiarà la seua denominació per l'actual Institut d'Educació Secundària Jorge Juan a proposta del mateix Escolano. El 25 d'octubre del 1960, el BOE publica el seu nomenament com a vocal del Patronato del Centro Provincial Coordinador de Bibliotecas de Alicante, a proposta del mateix Patronato en morir el vocal Francesc Figueras i Pacheco, amb qui Escolano guardava una certa semblança al su perfil personal. En eixe càrrec, i com a interventor de l'Institut des del 20 de març del 1961, romandrà fins a sa mort.
Malalt, no va poder començar el curs 1962-1963, morint el desembre del 1962 al seu domicili del carrer Emilio Castelar 16 (aleshores carrer José Antonio) de Novelda. Les ciutats a les quals més es va dedicar com a escriptor i investigador mantenen un homenatge a la seua tasca en la nomenclatura del seu traçat urbà. A Baeza i Novelda hi ha un carrer amb el nom de Francisco Escolano des del 1998 i 2006, respectivament.

## Obra variada
- Sólo por que no se olvide. 1a edició: Tertulia Literaria El Dado Verde, Novelda, 1956. 2a edició: Edicions Locals, Novelda, 1998. Il·lustrat amb aquarel·les del mateix Francisco Escolano. ISBN 84-923771-0-0
- Lago dormido. Tertulia Literaria El Dado Verde, Novelda, 1957
- Pregón de la fiestas de Novelda. Año 1958. Tertulia Literaria El Dado Verde, Novelda, 1959. Dipòsit legal: A.137-1959.
- Tierras vascas (inèdit), 1928.
- La angustia en el amor mironiano (inèdit), conferència pronunciada el 27 de maig del 1960 a l'Aula de Cultura de la Caja de Ahorros del Sureste de España.[13]

## Treballs editats sobre Baeza
- La Custodia de la Catedral de Baeza. "Archivo Español de Arte y Arqueología" Nº 35. Centro de Estudios Históricos, 1936.
- Aportación al estudio de la Santa Iglesia Catedral de Baeza (Jaén). "Cuadernos de arte". Publicaciones de la Facultad de Letras de la Universidad de Granada,1938.
- Antonio Machado en Baeza. Article publicat al setmanari "El Español". 11 de novembre del 1942.
- La iglesia de San Andrés de Baeza. Publicaciones de la Facultad de Letras de la Universidad de Granada. "Cuadernos de arte",1944.
- Tablas sevillanas de San Andrés de Baeza. "Archivo Español de Arte" Nº 65. Instituto Diego de Velázquez. Consejo Superior de Investigaciones Científicas, Madrid, 1944.
- Documentos y noticias de la antigua Universidad de Baeza. "Hispania" Nº XVIII. Consejo Superior de Investigaciones Científicas, Madrid, 1945.
- Un púlpito en el que predicó San Vicente Ferrer. "Cuadernos del Instituto de Estudios Alicantinos". Juny del 1955.

## Llibres d'ensenyament del batxillerat
- Elementos de teoría literaria y de gramática histórica española (quart curs del batxillerat). Editorial Barna. Barcelona, 1946.
- Gramática española - Volumen I, Texto (primer curs del batxillerat). Editorial Barna. Barcelona, 1954.
- Lengua española (primer curs, pla del 1957). Ediciones Ariel. Barcelona, 1958.
- Lengua española (segon curs, pla del 1957). Ediciones Ariel. Il·lustrat per Rafael González Sáenz. Barcelona, 1958.
- Lengua Española (tercer curs del batxillerat). Editorial Barna, Barcelona.
- Lengua y Literatura - Volumen II, Lecturas. Editorial Barna, Barcelona.
- Historia general de la literatura. Ediciones Ariel, Barcelona, 1958.
- Teoría literaria (quart curs, pla del 1957). Ediciones Ariel, Barcelona, 1960.
- Lengua española. Editorial Ariel, Barcelona, 1961.